# Moon Lee
Moon Lee Choi Fung (李賽鳳 | cantonés: Lei Choi Fung | mandarín: Lǐ Sài Fèng) es una actriz y bailarina china, nacida en Hong Kong el 14 de febrero de 1965.

## Biografía
Criada en Taiwán, Lee se introdujo en el mundo de la interpretación por casualidad, cuando fue seleccionada a los 15 años para intervenir en la serie de TV Fatherland en 1980 a raíz de su participación en una exhibición escolar de baile. Su actuación televisiva atrajo el interés del director Wong Wa Kei, que le ofreció un papel protagonista en su debut cinematográfico, To Sir With Troubles al año siguiente, y poco después firmó un contrato con Golden Harvest, gracias al cual hizo una serie de papeles secundarios en películas taquilleras de esta compañía como Vencedores y vencidos, Zu, guerreros de la montaña mágica (ambas de 1983), El señor de los vampiros y El protector (ambas de 1985) que significaron su presentación en el mercado occidental. Sin embargo su consagración cinematográfica vendría con la trilogía de Grupo especial antidroga (1987-89) de Teresa Woo, una serie de películas de acción donde Lee hacía gala de sus conocimientos en artes marciales y por la que fue catapultada a la fama. Tras una serie de producciones de acción, Lee fue apartándose del mundo del cine para centrarse en promover su primera pasión: la danza.